# Greta Thyssen

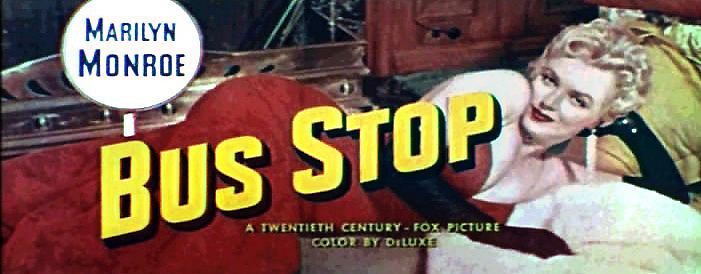
Greta Thyssen (como doble de Marilyn Monroe)

Grethe Karen Thygesen, más conocida por su nombre artístico Greta Thyssen (Hareskovby, Copenhague; 30 de marzo de 1927-Manhattan, Nueva York; 6 de enero de 2018), fue una actriz de segundo orden, publicitada modelo dano-estadounidense y Miss Dinamarca en 1952, famosa por ser la doble de Marilyn Monroe, cuya fugaz época de oro fue entre 1957 y 1960.

## Biografía
Ganó el concurso de belleza como representante de Dinamarca en 1952, emigró a Hollywood bajo el apadrinamiento de Howard Hughes y tuvo un contrato de 6 meses con la Metro Goldwyn Mayer.  
Dueña de un gran atractivo y apariencia, sensualidad y voluptuosidad, su color de pelo era negro pero se lo tiñó al mismo estilo platinado de Marilyn Monroe y Jayne Mansfield, copiando incluso sus estilos personales, en aquella época que las rubias marcaban la moda en las preferencias masculinas siendo entonces considerada una sex-symbol. Fue además una chica pin-up en varias portadas, calendarios y magazines de la época.
En 1953, estuvo ad-porta de ser deportada por trabajar ilegalmente en los Estados Unidos teniendo solo pase de residente por seis meses, por lo que tuvo que acudir a abogados para evitar su deportación.
Conoció a Marilyn Monroe en el filme Bus Stop (1956) siendo la doble de la actriz; no obstante Thyssen manejó mal su carrera y apareció en filmes de clase B, de ciencia ficción y  en películas de segundo orden de John Agar tales como: La Bestia de Budapest (1958), Viaje al Séptimo Planeta (1962); y otros filmes de segundo orden como Acusado de asesinato (1956) y Tres rubias en su vida (1961). El último filme que fue nefasto para Thyssen fue Cottonpickin Chickenpickers (1967), cuyas críticas sepultaron definitivamente la carrera de la rutilante actriz. 
Apareció esporádicamente junto a Los Tres Chiflados en algunos episodios de 1958 como: Concurso Whizz (1958), Pies and Guys y Sappy Bullfighters (1959). Apareció en algunas obras de Broadway en 1970. Residía en Nueva York en el más completo anonimato.

## Vida personal
Greta Thyssen tuvo muchos amores tumultuosos desde 1952, entre ellos con Johnny Meyer  y Al Trilla, en un mediático triángulo amoroso, con Cary Grant, con el hijo de  Charles Chaplin, Charles Jr., Michael Rennie, el magnate Hal Hayes y el millonario Herbert Kahn.
Se casó en cuatro oportunidades con:
- George R. Starr
- Otto Kahn
- Theodore Guenther (1963-1969) — con él tuvo una hija llamada Genevieve Juliette, nacida en febrero de 1969—
- Al Trilla (1952-?)

## Filmografía parcial
- The Double-Barrelled Detective Story (1965)
- Viaje al séptimo planeta (1962)
- Tres rubias en su vida  (1961)
- El terror es un hombre (1959)
- Sombras (1959)
- Quiz Whiz (1958)
- La Bestia de Budapest (1958)
- Acusado de asesinato (1958)
- Parada de autobús (1958)
- Perry Mason: El caso del cómplice nervioso (1957)